# Саобраћај у Србији
Република Србија се често назива „споном између Истока и Запада“. Овде се обично мисли на Моравску долину, јер је она најлакше проходан пут између Грчке и Мале Азије са једне стране и остатка Европе са друге.
Србија такође припада и многим већим европским подручјима (Балкан, Подунавље, Панонска низија, Динарска област). Овако повољан саобраћајни положај био је и главни чинилац њене тешке прошлости (погледати: Историја Србије).
Република Србија има развијен друмски, железнички, ваздушни и водни саобраћај. Због низа географских повољности развој саобраћаја у Србији ће у будућности бити још бржи и обимнији. Главно саобраћајно чвориште у земљи је главни град, Београд.
Кроз Србију пролазе два паневропска саобраћајна коридора: друмско-железнички Коридор 10, са својим краковима B и C и речни Коридор 7.

## Железнички саобраћај
Иако Србија има релативно густу железничку мрежу, велики број деоница је у изразито лошем стању због вишедеценијског неулагања и неодржавања. Ограничења брзине на 30 km/h и мање нису реткост. Велики проблем је и крађа железничке инфраструктуре. У другој и почетком треће деценије 21. века, деонице неких пруга су ремонтоване и оспособљене за висине од 100 km/h и преко. Најзначајнији примери су деоница од Ресника до Ваљева на прузи Београд–Бар и деоница од Београд центра до Новог Сада на прузи Београд–Будимпешта која је оспособљена за брзине између 120 и 200 km/h. Реконструкција осталих деоница на овим пругама је у плану, као и реконструкција пруге Београд—Ниш за брзине до 200 km/h.
Укупна дужина железничке мреже у Србији је 3.808,7 km, од чега 3.533,2 km једноколосечних и 275,5 km двоколосечних пруга. Електрифицирано је 1.196,1 km отворених пруга са пролазним колосецима (2017. године). Ово се односи на пруге стандардне ширине колосека. Поред тога, постоје и пруге уског колосека, које су данас ван употребе или се оне користе у посебне сврхе (туристичка железница попут „Шарганске осмице“).
Двоколосечне су пруге Београд центар – Стара Пазова – Шид граница са Хрватском, Београд – Ресник, Београд центар – Распутница Г, Београд центар – Панчево главна, Велика Плана – Сталаћ, Ђунис – Ниш, као и Стара Пазова – Нови Сад. У плану је изградња другог колосека на пругама Нови Сад – Суботица, Београд ранжирна – Сурчин – Батајница и на недостајућим деоницама од Београда до Ниша. Такође, планирана је и изградња додатна два колосека на деоници од Батајнице до Старе Пазове, чиме ће ова деоница постати четвороколосечна са посебним колосецима за путнички и теретни саобраћај.
Електрифициране су пруге Београд – Стара Пазова – Нови Сад – Суботица – граница са Мађарском, Београд – Стара Пазова – Шид – граница са Хрватском, Београд – Ресник – Пожега – Врбница – граница са Црном Гором, Пожега – Краљево, Београд – Ресник – Младеновац – Лапово – Ниш – Прешево – граница са Македонијом, Раковица – Јајинци – Мала Крсна – Велика Плана, Мала Крсна – Пожаревац, Мала Крсна – Смедерево, Београд центар – Панчево Војловица, пруге од станице Београд центар до Новог Београда и Раковице (Распутница Г), као пруге до ранжирних станица Београд, Нови Сад, Лапово и Ниш и теретне станице Суботица. У плану је електрификација пруге Ниш – Димитровград – граница са Бугарском.
Пруге се категоришу на:
- магистралне,
- регионалне,
- локалне и
- манипулативне пруге.

Најважнији железнички правци (магистралне пруге) крећу од Београда ка:
- западу - ка Руми, Сремској Митровици и хрватској граници
- северу - ка Новом Саду, Суботици и мађарској граници
- североистоку - ка Панчеву, Вршцу и румунској граници
- југоистоку - ка Нишу, Пироту и бугарској граници
- југу - ка Нишу, Лесковцу и македонској граници
- југозападу - ка Пожеги, Ваљеву, Ужицу и црногорској граници
- југу - ка Лапову, Краљеву, Косову Пољу, Ђенерал Јанковићу и македонској граници

У магистралне пруге спада и пруга Суботица – Сомбор – Богојево – граница са Хрватском.
Највећи железнички чворови су Београд и Ниш са по 5 железничких линија, а мањи по значају су: Нови Сад, Суботица, Инђија, Пожега, Сталаћ, Краљево, Косово Поље.
Издвајањем предузећа за управљање инфранструктуром (Инфраструктура железнице Србије), за превоз робе (Србија карго) и превоз путника (Србија воз), Железнице Србије престале су да се баве пружањем услуга превоза робе и путника и постале холдинг компанија. Теретним превозом се, поред државног Србија карга, бави и неколицина приватних железничких оператора, док је се превозом путника још увек бави искључиво Србија воз.
Железничка веза са суседним земљама:
- Мађарска
- Румунија
- Бугарска
- Северна Македонија
- Црна Гора
- Босна и Херцеговина (Република Српска)
- Хрватска

### Путнички саобраћај
Од поделе Железница Србије на четири предузећа 2015. године, железничким превозом путника у Србији се бави предузеће Србија воз, које је у јавном власништву. Иако могућност за улазак приватних превозника постоји, тако нешто се није догодило због генералне неконкурентности железнице у путничком превозу у Србији. Због лошег одржавања, пре свега инфраструктурне мреже, али и возних средстава, од 1990-их година у Србији је присутан тренд опадања железничког превоза путника, праћеног порастом аутобуског превоза. Данас је основни вид јавног превоза у Србији аутобуски саобраћај. Иако су цене железничких карата приступачније од аутобуских, време путовања аутобусом је на већини релација значајно краће у односу на воз. Осим тога, железницу у Србији прати репутација изразито непоузданог превозног средства и вишесатна кашњења нису реткост.

#### Возни парк
Број путничких полазака је све мањи (уз изузетак реконструисане новосадске пруге). Разлози су недостатак потражње, али пре свега недостатак возних средтсава. Огромни парк путничких кола бившег ЖТП Београд је углавном расходован и послат на сечење, упркос позитивним искуствима коришћења и ремонтовања вагона из 80-их у земљама Централне Европе. Србија воз 2022. године располаже са само 30-ак путничких вагона, углавном са седиштима (Гоша Z1) и кушет-кола, али и један вагон-ресторан који није у употреби. Осим вучених возила (вагона), постоји и недостатак адекватних вучних возила (локомотива). Локомтиве су старе (из периода социјализма) и подложне кварењу. Деценијама није било набавке нових локомотива.
Упоредо са расходовањем вагона, спровођена је набавка електо-моторних и дизел-моторних гарнитура. Данас оне чине окосницу путничког железниког саобраћаја у Србији. Композиције са вагонима саобраћају само на међународним линијама и у случају да нема расположивих гарнитура. На електрифицираним пругама саобраћају Штадлерови електро-моторни возови (ЖС серија 413), док на неелектрифицираним саобраћају дизел-моторни возови руске производње (ЖС серија 711). Услед мањка возних средстава, отказивање полазака није реткост на локалним линијама у унутрашњости земље.
| тип кола                      | број исправних кола |
| ----------------------------- | ------------------- |
| кола са седиштима             | 24                  |
| кола са лежајима (кушет-кола) | 8                   |
| кола за ручавање (ресторан)   | 1                   |

#### Међународни саобраћај
Пандемија ковида 19 је задала последњи ударац међународним железничким линијама у Србији, чији је број и пре пандемије био све мањи. Тренутно саобраћају само возови ка црногорском приморју (два пара возова од којих је један сезонски). Потражња за возом Београд–Бар је у летњим месецима огромна, тако да је карту на дан поласка немогуће наћи, а вечерњи воз броји више од 10 вагона. Упркос томе, нема најава о успостављању додатних полазака. Некада је на овој релацији постојало неколико дневних и неколико ноћних полазака. Линија ка Загребу, са курсним колима за Љубљану је суспендована од почетка епидемије, иако званично постоји у реду вожње и планира се њено поновно успостављање. Остале међународне линије су из различитих разлога укинуте.

#### Унутрашњи саобраћај
Ситуација унутрашњем саобраћају је повољнија. На неколико линија, железница је ценом, комфором и брзином испред аутобуског превоза. То су линије од Београда ка Новом Саду, Ваљеву, Ужицу и Вршцу, које углавном саобраћају на ремонтованим деоницама на којима могу да постигну конкурентне брзине. Осим ових места Београд је директним поласцима повезан са Нишом и Пријепољем.

#### Градски саобраћај
Једини град са било којим видом железничког градског превоза је Београд са трамвајским превозом и приградском железницом БГ воз. Такође, Београд је једини град за који се планира изградња метроа (погледати: Саобраћај у Београду и Београдски метро).

## Путни саобраћај
Путни или друмски саобраћај чини окосницу саобраћаја у Републици Србији. Најважније чвориште је главни град Београд, после кога следе Нови Сад и Ниш. Путну мрежу у републици чине јавни и некатегорисани путеви.
Мрежа јавних путева у Републици Србији има дужину од близу 41.000 km, од чега око 40% отпада на државне путеве
У оквиру мреже путева првог реда 2150 km путева у Србији припада европској мрежи путева, тзв. Е путева.
Државни путеви су јавни путеви којима се повезује:
- простор државе са мрежом европских путева,
- простор државе са мрежом најважнијих путева суседних земаља,
- простор државе унутар себе, кроз повезивање значајних насеља (градова) и свих округа у оквиру републике.

Изградња, осавремењавање и одржавање државних путева потпада под надлежност републичког, односно покрајинског нивоа.
Државни путеви су категорисани у путеве првог и другог реда, са А и Б поткласама.
у Србији је регистровано око 1,5 милиона возила. У Србији постоји око 8.000 аутобуса, а од тога градских аутобуса има око 4.100. Од градских аутобуса веома мали број користи компримовани природни гас, док до 2012. године није било аутобуса који користе биодизел као погонско гориво.

## Водни саобраћај
Србија је континентна земља и стога нема поморских лука. Од лука у околним земљама највећи значај за њену привреду имају луке Бар у Црној Гори и Солун у Грчкој. Са друге стране, речни саобраћај је развијен и међународног је значаја. Дужина речних водених путева у Србији је 587 km (2005. године). Сви пловни путеви у земљи налазе се у њеној северној половини и првенствено везују земљу за регион средње Европе.
Најважнији водени пут у Србији је река Дунав, важан паневропски пловни пут (Коридор 7) који повезује средњу Европу са облашћу Црног мора. Поред Дунава целом дужином тока у земљи пловне су и реке Сава и Тиса, док је река Велика Морава пловна при ушћу (20 km). Од вештачких водних токова (канала) плован и канал Дунав—Тиса—Дунав.
Важне луке на Дунаву су:
- Апатин
- Нови Сад
- Београд (погледати Лука Београд)
- Панчево
- Смедерево
- Неготин - Радујевац

Важне луке на Сави:
- Сремска Митровица
- Шабац
- Београд

Важне луке на Тиси:
- Сента
- Бечеј

## Гасоводи и нафтоводи
Нафтовод: Дужина токова је 393 km (2004. године) уз напомену да ће се нафтоводна мрежа веома брзо развијати.
Гасовод: Дужина токова је 3.177 km (2004. године) уз напомену да је тренутно у фази пројектовања и припремних радњи за изградњу магистралног гасовода "Јужни Ток", који кроз земљу пролази од Бугарске до Мађарске, са два одвојка ка Републици Српској и Хрватској . Овим потезима Србија постаје прометна гасоводна земља. Гасоводом је данас покривен северни и средњи део Србије, док је изградња у јужном делу у току.

## Ваздушни саобраћај
У Србији постоји 39 званично уписаних аеродрома, али само је 6 од њих уврштено на листу аеродрома са IATA кодом:
- Аеродром „Никола Тесла“ Београд -
- Аеродром „Батајница“ Београд -
- Аеродром „Константин Велики“ Ниш -
- Аеродром „Поникве“ Ужице -
- Аеродром „Морава“ Краљево -
- Аеродром „Приштина“ -

|                    | асфалтирано | неасфалтирано |
| укупна дужина      | 16          | 23            |
| дужина преко 3.047 m| 2           | 0             |
| дужина 2.438-3.047 m| 4           | 0             |
| дужина 1.524-2.437 m| 4           | 2             |
| дужина 914-1.523 m  | 2           | 9             |
| дужина испод 914 m  | 4           | 12            |

Највећи и најважнији аеродром у земљи је београдски аеродром „Никола Тесла“ у Сурчину, удаљен 15 km од центра града. Због изваредног положаја овај аеродром је некад био значајан и изван граница бивше Југославије, а очекује се да овај ниво буде поново досегнут у блиској будућности (као регионални саобраћајни чвор).
У Србији су званично уписана и 4 хелиодрома (2002. године).

## Саобраћај по градовима Србије
Развијен саобраћај одликује велике градове у републици (Београд, Нови Сад, Ниш, Крагујевац, Суботица), где значајан удео унутарградског саобраћаја чини јавни градски превоз.
Јавни (унутар)градски превоз поседује већина српских градова који су седишта округа. Осим у случају Београда, он је искључиво заснован на аутобуском превозу. У Београду се јавни превоз врши аутобусом, тролејбусом, трамвајем, приградском железницом, а постоје планови за израдњу метроа. Ниш, Суботица и Нови Сад су некада имали трамвајски превоз.